# Terebra commaculata
Terebra commaculata é uma espécie de gastrópode do gênero Terebra, pertencente a família Terebridae.